# صموئيل كلارك
صموئيل كلارك هو سياسي كندي، ولد في 29 يوليو 1853 في برامبتون في كندا، وتوفي في 8 يوليو 1928 في كوبورغ في كندا. حزبياً، نشط في الحزب الليبرالي في أونتاريو ‏. وقد انتخب عضو برلمان مقاطعة أونتاريو.